# La Puebla de Híjar
La Puebla de Híjar är en kommun och ort i Spanien.   Den ligger i provinsen Provincia de Teruel och regionen Aragonien, i den östra delen av landet, 290 km öster om huvudstaden Madrid. Antalet invånare är 982.
Terrängen runt La Puebla de Híjar är huvudsakligen platt, men åt nordost är den kuperad. Runt La Puebla de Híjar är det mycket glesbefolkat, med 7 invånare per kvadratkilometer. Närmaste större samhälle är Albalate del Arzobispo, 12,6 km sydväst om La Puebla de Híjar. Trakten runt La Puebla de Híjar består till största delen av jordbruksmark.